# Société de linguistique de l'Asie du Sud-Est
La Société de linguistique de l'Asie du Sud-Est ou SEALS (en anglais Southeast Asian Linguistics Society) est une société savante fondée en 1991 et destinée à la recherche scientifique dans le domaine de la linguistique de l'Asie du Sud-Est.

## Journal
Le Journal of the Southeast Asian Linguistics Society (JSEALS; Journal de la Société de linguistique de l'Asie du Sud-Est) est une revue scientifique à comité de lecture de linguistique fondée en 2007, publiant des articles sur les langues de l'Asie du Sud-Est.

## Conférences
Liste des conférences:
| Conférence | Lieu                                                | Ville                | Pays        | Année | Dates                 |
| ---------- | --------------------------------------------------- | -------------------- | ----------- | ----- | --------------------- |
| SEALS 1    | Université d'État de l'Arizona                      | Tempe                | États-Unis  | 1991  |                       |
| SEALS 2    | Université d'État de l'Arizona                      | Tempe                | États-Unis  | 1992  |                       |
| SEALS 3    | Université d'Hawaii à Manoa                         | Honolulu             | États-Unis  | 1993  | 7–10 mai              |
| SEALS 4    | Université Ramkhamhaeng / Université Payap          | Bangkok / Chiang Mai | Thaïlande   | 1994  | 23–27 mai             |
| SEALS 5    | Université d'Arizona                                | Tucson               | États-Unis  | 1995  | 19–21 mai             |
| SEALS 6    | Université d'Oregon                                 | Eugene               | États-Unis  | 1996  | 11–13 mai             |
| SEALS 7    | Université de l'Illinois à Urbana-Champaign         | Champaign-Urbana     | États-Unis  | 1997  | 9–11 mai              |
| SEALS 8    | Université nationale de Malaisie                    | Bangi                | Malaisie    | 1998  | 20 juillet–22 juillet |
| SEALS 9    | Université de Californie à Berkeley                 | Berkeley             | États-Unis  | 1999  |                       |
| SEALS 10   | Université du Wisconsin à Madison                   | Madison              | États-Unis  | 2000  |                       |
| SEALS 11   | Université Mahidol                                  | Bangkok              | Thaïlande   | 2001  |                       |
| SEALS 12   | Université de Northern Illinois                     | DeKalb               | États-Unis  | 2002  |                       |
| SEALS 13   | Université de Californie à Los Angeles              | Los Angeles          | États-Unis  | 2003  |                       |
| SEALS 14   | Université Thammasat                                | Bangkok              | Thaïlande   | 2004  |                       |
| SEALS 15   | Université nationale australienne                   | Canberra             | Australie   | 2005  |                       |
| SEALS 16   | Université Atma Jaya                                | Jakarta              | Indonésie   | 2006  | 20–21 septembre       |
| SEALS 17   | Université du Maryland                              | College Park         | États-Unis  | 2007  | 31 août–2 septembre   |
| SEALS 18   | Université nationale de Malaisie                    | Bangi                | Malaisie    | 2008  | 21–22 mai             |
| SEALS 19   | Université des sciences sociales et humaines        | Hô Chi Minh-Ville    | Viêt Nam    | 2009  |                       |
| SEALS 20   | Université de Zurich                                | Zurich               | Suisse      | 2010  | 10–11 juin            |
| SEALS 21   | Université Kasetsart                                | Bangkok              | Thaïlande   | 2011  | 11–13 mai             |
| SEALS 22   | Centre d'Hébergement Agay - Hôtel Les Roches Rouges | Agay                 | France      | 2012  | 30 mai–2 juin         |
| SEALS 23   | Université Chulalongkorn                            | Bangkok              | Thaïlande   | 2013  | 29 mai–1 juin         |
| SEALS 24   | Université de Yangon                                | Yangon               | Birmanie    | 2014  | 28–31 mai             |
| SEALS 25   | Université Payap                                    | Chiang Mai           | Thaïlande   | 2015  | 27–29 mai             |
| SEALS 26   | Century Park Hotel                                  | Manille              | Philippines | 2016  | 26–28 mai             |
| SEALS 27   | Kyriad Hotel Bumiminang                             | Padang               | Indonésie   | 2017  | 11–13 mai             |
| SEALS 28   | Université des langues Ursuline Wenzao              | Kaohsiung            | Taïwan      | 2018  | 17–19 mai             |
| SEALS 29   | Université de Tokyo des études étrangères           | Tokyo                | Japon       | 2019  | 27–29 mai             |
| SEALS 30   | (en ligne)                                          | –                    | –           | 2021  | 1 juin                |
| SEALS 31   | Université d'Hawaii à Manoa                         | Honolulu             | États-Unis  | 2022  | 18–20 mai             |
| SEALS 32   | Université de Chiang Mai                            | Chiang Mai           | Thaïlande   | 2023  | 16–18 mai             |
| SEALS 33   | Université nationale Tsing Hua                      | Taipei               | Taïwan      | 2024  | 15–17 juin            |
| SEALS 34   | Platinum Hotel                                      | Jimbaran, Bali       | Indonésie   | 2025  | 11–13 juin            |